# 퀘벡해방전선
퀘벡해방전선(프랑스어: Front de libération du Québec)은 1963년에 설립된 캐나다의 마르크스-레닌주의 도시 게릴라이다. 폭력적 수단을 통해 독립된 사회주의 퀘벡 공화국을 건국하는 것을 목표로 삼았고, 캐나다 정부에 의해 테러조직으로 지정되었다. 1963년에서 1970년 사이에 160건 이상의 테러공격으로 8명을 죽이고 다수를 상해했다. 그 활동은 1969년 몬트리올 증권거래소 폭파사건과 1970년 10월 위기로 절정에 달했으나, 10월 위기 이후 캐나다 정부의 집요한 탄압으로 와해되었고 소수의 멤버들만 쿠바로 망명했다.